# Walter Boucquet
Pour les articles homonymes, voir Boucquet.
Walter Boucquet, né le 11 mai 1941 à Meulebeke et mort le 10 février 2018 à Ingelmunster, est un coureur cycliste belge. Professionnel de 1963 à 1970, il a notamment remporté une étape du Tour d'Italie 1964 et le Grand Prix des Nations la même année.

## Palmarès
- 1962
  - Circuit des régions flamandes des indépendants
  - 2e du Circuit des régions frontalières
- 1963
  - 3e étape du Tour du Nord
  - Bevere-Audenarde
  - 2e du GP Briek Schotte
  - 2e du Tour de Picardie
  - 3e du Grand Prix des Nations
  - 3e de Tielt-Anvers-Tielt
  - 3e du Trophée Baracchi
  - 3e du Circuit de la vallée de la Lys
- 1964
  - 12e étape du Tour d'Italie
  - Bruxelles-Ingooigem
  - Grand Prix des Nations
  - 16e étape du Tour du Portugal
  - 2e du Circuit du Sud-Ouest
- 1965
  - Grand Prix de Belgique
  - Tielt-Anvers-Tielt
  - Circuit du Brabant occidental
  - 4e du Tour de Suisse
- 1966
  - 2ea étape des Quatre Jours de Dunkerque
  - Circuit du Houtland
  - Grand Prix de Belgique
  - 2e de Bruxelles-Verviers
- 1967
  - 3e de Kuurne-Bruxelles-Kuurne
- 1968
  - Tour de l'Oise
  - Circuit du Brabant occidental
  - Circuit du Houtland
  - Grand Prix de la Banque
  - 3e de la Gullegem Koerse
- 1969
  - 3e étape du Grand Prix du Midi libre
- 1970
  - Bruxelles-Meulebeke
  - 3e du Circuit de Flandre centrale

## Résultats sur les grands tours

### Tour de France
- 1964 : abandon (5e étape)
- 1965 : 21e
- 1966 : 70e

### Tour d'Espagne
- 1969 : 41e
- 1970 : 53e

### Tour d'Italie
- 1964 : 55e, vainqueur d'étape
- 1965 : abandon

## Référence
1. ↑  « Walter Boucquet est décédé », annonce le 14 février sur la page « Les dernières infos… » de memoire-du-cyclisme.eu.